# Thai FA Cup 2023-2024
La Thai FA Cup 2023-2024, denominata Chang FA Cup 2023-2024 per ragioni di sponsorizzazione, è stata la 30ª edizione della coppa nazionale thailandese, iniziata il 4 ottobre 2023. La squadra vincente ottiene la qualificazione diretta alla AFC Champions League Elite 2024-2025.
Il Buriram Utd era la squadra campione in carica, avendo vinto la sua sesta coppa nazionale nell'edizione 2022-2023. Il titolo è stato vinto dal Bangkok Utd.

## Calendario
| Turno             | Date             | Incontri | Squadre partecipanti | Squadre entranti |
| ----------------- | ---------------- | -------- | -------------------- | --- |
| Turno preliminare | 4 ottobre 2023   | 31       | 11+24+3+24 → 31      | 24 squadre dalla Thailand Amateur League 3 squadre dalla Thailand Semi-pro League 24 squadre dalla Thai League 3 11 squadre dalla Thai League 2                             |
| Primo turno       | 1 novembre 2023  | 32       | 31+16+2+7+1+7 → 32   | 7 squadre dalla Thailand Amateur League 1 squadra dalla Thailand Semi-pro League 7 squadre dalla Thai League 3 2 squadre dalla Thai League 2 16 squadre dalla Thai League 1 |
| Secondo turno     | 20 dicembre 2023 | 16       | 32 → 16              | |
| Terzo turno       | 28 febbraio 2024 | 8        | 16 → 8               | |
| Quarti di finale  | --               | 4        | 8 → 4                | |
| Semifinali        | --               | 2        | 4 → 2                | |
| Finale            | --               | 1        | 2 → 1                | |

## Turno preliminare
Il sorteggio per il turno preliminare si è tenuto il 1º settembre 2023.
| Squadra 1               | Risultato       | Squadra 2                 |
| ----------------------- | --------------- | ------------------------- |
| 4 ottobre 2023          |                 |                           |
| Nakhon Si City          | 0 - 0 (4-1 dtr) | Muang Loei United         |
| Mahasarakham United     | 0 - 1           | Phattalung                |
| The iCON RSU            | 0 - 3           | Marines                   |
| Udon Thani              | 4 - 1           | Chiangmai Country         |
| AUU Inter Bangkok       | 1 - 1 (5-4 dtr) | Mahasarakham SBT          |
| Prime Bangkok           | 4 - 0           | Chachoengsao              |
| Kamphaeng Phet          | 4 - 1           | Fleet                     |
| Ubon Utd                | 6 - 0           | Samutprakan Junior United |
| TOA Dovechem            | 1 - 2           | Maraleina                 |
| Thap Luang United       | 1 - 1 (4-5 dtr) | Chiangmai                 |
| Ayutthaya Warrior       | 1 - 0           | Futera United             |
| Roi Et                  | 4 - 0           | Chumphon                  |
| Kalasin                 | 2 - 0           | Phachi City               |
| Mahanakon Khon Kaen     | 3 - 1           | Kanthararom United        |
| Uthumphon Chullamanee   | 1 - 9           | Rayong                    |
| ST Youth                | 2 - 1           | Chiangmai                 |
| APD United              | 1 - 1 (4-5 dtr) | Romklao United            |
| Kasem Bundit University | 2 - 3           | Saimit Kabin United       |
| Raj Pracha              | 7 - 0           | K.5 Viwat Group           |
| Lopburi                 | 0 - 0 (3-4 dtr) | Songkhla Utd              |
| Sisaket Utd             | 3 - 0           | Siwilai                   |
| Samut Sakhon            | 7 - 2           | AES Moonlight             |
| Nakhon Si Utd           | 5 - 0           | Khon Kaen                 |
| Phrae Utd               | 2 - 0           | Muang Trang United        |
| Lampang                 | 6 - 0           | Samut Prakan              |
| Nongbua Pitchaya        | 4 - 1           | Navy                      |
| Kasetsart               | 5 - 0           | BP Friend United          |
| Nakhon Ratchasima       | 0 - 0 (4-3 dtr) | Phrae                     |
| Suphanburi              | 4 - 0           | Jungle Cat                |
| Dragon Pathumwan        | 13 - 0          | Namphong United           |

## Primo turno
Il sorteggio è stato effettuato il 12 ottobre 2023.
| Squadra 1           | Risultato       | Squadra 2            |
| ------------------- | --------------- | -------------------- |
| 1 novembre 2023     |                 |                      |
| Ubon Utd            | 5 - 0           | Pakkran United       |
| Prime Bangkok       | 5 - 0           | Thonburi Forest      |
| Saimit Kabin United | 1 - 0           | Phrae Utd            |
| Chattrakan City     | 2 - 3 (dts)     | Dragon Pathumwan     |
| Surat Thani         | 5 - 1           | Bang Kapi            |
| Maraleina           | 1 - 3           | Uttaradit            |
| Surin City          | 6 - 1           | Nong Khae Police     |
| Marines             | 2 - 2 (4-5 dtr) | Nakhon Si City       |
| Kalasin             | 2 - 2 (3-4 dtr) | Udon Thani           |
| Nakhon Si Utd       | 0 - 1           | Bangkok Utd          |
| Samut Sakhon        | 2 - 0           | Uthai Thani          |
| Sisaket Utd         | 9 - 0           | ST Youth             |
| Songkhla Utd        | 2 - 1           | Mahanakhon Khon Kaen |
| Ratchaburi          | 6 - 0           | Kasetsart            |
| Ayutthaya Warrior   | 1 - 3           | Nongbua Pitchaya     |
| Dome                | 0 - 1           | AUU Inter Bangkok    |
| Phattalung          | 1 - 2           | Lamphun Warrior      |
| Phitsanulok         | 0 - 4           | Muangthong Utd       |
| Suphanburi          | 2 - 2 (4-2 dtr) | Kamphaeng Phet       |
| Rayong              | 4 - 1           | Roi Et               |
| Lampang             | 1 - 1 (4-3 dtr) | Raj Pracha           |
| Bangkok             | 1 - 0           | Romklao United       |
| Trat                | 1 - 2           | Samut Prakan City    |
| Nakhon Ratchasima   | 2 - 3 (dts)     | Sukhothai            |
| Phitsanulok Unity   | 2 - 0           | Roi Et 2018          |
| Chiangmai Utd       | 5 - 0           | Nakhon Si City       |
| Chiangrai Utd       | 5 - 2           | Pattaya City         |
| PT Prachuap         | 2 - 1           | Police Tero          |
| Pattaya Utd         | 0 - 1 (dts)     | BG Pathum Utd        |
| Nakhon Pathom Utd   | 10 - 0          | Thai Spirit          |
| Buriram Utd         | 2 - 1           | Port                 |
| Chonburi            | 3 - 0           | Khon Kaen Utd        |

## Secondo turno
Il sorteggio si è tenuto il 23 novembre 2023.
| Squadra 1           | Risultato       | Squadra 2           |
| ------------------- | --------------- | ------------------- |
| 20 dicembre 2023    |                 |                     |
| Saimit Kabin United | 2 - 1 (dts)     | Prime Bangkok       |
| Rayong              | 4 - 1           | Template:Calcio Roi |
| Lampang             | 1 - 3           | Samut Sakhon        |
| Udon Thani          | 0 - 2           | Nakhon Pathom Utd   |
| Suphanburi          | 0 - 2           | Phitsanulok         |
| Surin City          | 2 - 0           | Chiangrai Utd       |
| Surat Thani         | 0 - 0 (4-5 dtr) | Ubon Utd            |
| AUU Inter Bangkok   | 1 - 4           | Chiangmai Utd       |
| Uttaradit           | 1 - 2 (dts)     | Buriram Utd         |
| Sisaket Utd         | 0 - 2           | Bangkok             |
| Sukhothai           | 3 - 2 (dts)     | Muangthong Utd      |
| Songkhla Utd        | 2 - 2 (5-3 dtr) | Rayong              |
| Nongbua Pitchaya    | 1 - 2           | Dragon Pathumwan    |
| PT Prachuap         | 2 - 1           | Ratchaburi          |
| Lamphun Warrior     | 5 - 1           | Nakhon Si City      |
| Bangkok Utd         | 4 - 0           | Samut Prakan City   |
| Chonburi            | 2 - 2 (4-2 dtr) | BG Pathum Utd       |

## Terzo turno
Il sorteggio per il terzo turno si è tenuto il 1º febbraio 2024.
| Squadra 1        | Risultato       | Squadra 2           |
| ---------------- | --------------- | ------------------- |
| 28 febbraio 2024 |                 |                     |
| Ubon Utd         | 1 - 1 (4-3 dtr) | Surin City          |
| Samut Sakhon     | 2 - 2 (5-4 dtr) | Chiangmai           |
| PT Prachuap      | 1 - 1 (2-4 dtr) | Lamphun Warrior     |
| Sukhothai        | 3 - 1           | Saimit Kabin United |
| Phitsanulok      | 0 - 1 (dts)     | Dragon Kanchanaburi |
| Songkhla Utd     | 2 - 2 (4-5 dtr) | Bangkok Utd         |
| Bangkok          | 5 - 4           | Buriram Utd         |
| Chonburi         | 2 - 1           | Nakhon Pathom Utd   |

## Quarti di finale
Il sorteggio per i quarti di finale si è tenuto il 7 marzo 2024.
| Squadra 1           | Risultato       | Squadra 2       |
| ------------------- | --------------- | --------------- |
| 10 aprile 2024      |                 |                 |
| Ubon Utd            | 1 - 1 (5-3 dtr) | Chonburi        |
| Samut Sakhon        | 3 - 3 (3-2 dtr) | Bangkok         |
| Dragon Kanchanaburi | 2 - 0           | Sukhothai       |
| Bangkok Utd         | 1 - 0           | Lamphun Warrior |

## Semifinali
Il sorteggio per le semifinali si è tenuto l'11 aprile 2024.
| Squadra 1           | Risultato | Squadra 2    |
| ------------------- | --------- | ------------ |
| 8 maggio 2024       |           |              |
| Dragon Kanchanaburi | 3 - 1     | Samut Sakhon |
| Bangkok Utd         | 5 - 0     | Ubon Utd     |

## Finale
| Arbitro: | Songkran Bunmeekiart |

|                             |                      |                            |
| Vander 74’ (rig.)           | Marcatori            | 65’ Ricardo Pires          |
| Vander Eid Everton Kraisorn | Tiri di rigore 4 – 1 | Elias Praphanth Sienkrahok |